# هاري قونارتو
هاري قونارتو هو الأستاذ في دراسات آسيا والمحيط الهادئ في جامعة ريتسوميكان آسيا والمحيط الهادئ، اليابان، وأستاذ زائر في جامعة الملك فهد للبترول والمعادن في الظهران، المملكة العربية السعودية في عام  1999. يدور أحد إصداراته حول جهود الحفظ الرقمي في مواقع التراث العالمي. 